# Облога Ринґена
Облога Ринґена — битва Лівонської війни, що відбулася у вересні-жовтні 1558 року. Московський гарнізон замку Ринґен, що складався зі 140 осіб під командуванням сина боярського Русина Ігнатьєва, був обложений багатотисячним військом лівонського магістра Готтгарда фон Кетлера. Облога завершилася взяттям замку, але обійшлася лівонцям дуже дорогою ціною, а сам замок незабаром був ними залишений.

## Передісторія
Протягом травня-липня першого року Лівонської війни московське військо зуміла осадити та взяти Нарву (Ругодів) і Дерпт (Юр'їв). Серед інших замків і фортець було взято Ринґу (Ринґол) у нинішній волості Тартумаа, де залишили нечисленну залогу. Розрядна книга говорить лише про 40 дітей боярських та 50 стрільців. Більшість московського війська відійшла межі Московії на зимові квартири. Цим скористався новий магістр Лівонії Кетлер, який зумів непомітно для московитів зібрати велике військо (з великою кількістю іноземних найманців) для наступу на Дерпт. Лівонський воєначальник не включив у своє військо артилерію, розраховуючи взяти місто за допомогою швидкості та допомоги лояльних городян. Розташовану на підступах до Дерпта малу фортецю Ринґен (Ринґу) планувалося взяти з наскоку.

## Хід облоги
Хоча у фортеці перебувало всього 150 московських вояків (але разом із бойовими холопами — приблизно 400), вони завзято чинили опір і тримали оборону проти переважаючого лівонського війська п'ять тижнів, відбивши два генеральні напади. Зрозумівши, що взяти Ринґен без важкої артилерії не вдасться, Кетлер послав за нею в Динамюнде і був змушений протягом кількох тижнів чекати на її підхід.
Зібраний поспіхом у псковській і новгородській землі двотисячний загін воєводи Михайла Рєпніна спробував прорватися до обложених, але був відтіснений від замку військом Кетлера. Але те, що про них не забули, і сподівання, що військо Рєпніна буде поповнене і прорветься до них, підняли дух обложених, які продовжували відчайдушно оборонятися. Навіть після того, як по старому замку почала стріляти важка артилерія, утворилися проломи, залога не здавалася і вибивала супротивника з проломів. Лише коли у залоги закінчився порох, німці змогли взяти неабияк пошкоджену фортецю штурмом. Вояки Кетлера, які увірвалися в замок і в нерівному бою вбили багатьох із захисників фортеці. Тоді залога капітулювала під слово лівонців залишити всіх в живих.

## Наслідки
Із захоплених у полон після бою повісили 50 ратників, деякі полонені були відправлені до Вендена до магістра, причому начальник оборони Русин Ігнатьєв та його син замерзли у в'язниці Вендена. Загалом за час облоги лівонське військо втратило безліч воїнів, що для ослабленої держави було важким тягарем. Витративши на Ринґен понад місяць, Кетлер через холоди й втрати фактора раптовості не зміг розвинути свій успіх і продовжити запланований похід на Дерпт. Залишивши Ринґен, він відступив до Риги.
Невелика перемога обернулася для лівонців великою бідою. Розгніваний падінням Ринґена Іван Грозний наказав організувати зимовий похід у Лівонію, під час якого німці зазнали нищівної поразки в битві при Тірзені. Після неї значна частина Лівонії була розорена.